# Arc the Lad-serien
Arc the Lad (アークザラッド Ākuzaraddo?) är en serie rollspel utgivna till Playstation och Playstation 2, med start 1995 Många av dem utgavs av Sony Computer Entertainment i Japan. Utgivning i västvärlden inleddes med Arc the Lad Collection som släpptes  av Working Designs 2002.

## Spel

### Huvudserien
| Titel                        | Släppår |
| ---------------------------- | ------- |
| Arc the Lad                  | 1995    |
| Arc the Lad II               | 1996    |
| Arc the Lad III              | 1999    |
| Arc the Lad: Kijin Fukkatsu  | 2002    |
| Arc the Lad: Kijin Fukkatsu  | 2003    |
| Arc the Lad: End of Darkness | 2004    |

### Övriga spel
| Titel                         | Släppår |
| ----------------------------- | ------- |
| Arc the Lad Collection        | 2002    |
| Arc Arena: Monster Tournament | ?       |

### Fotnoter
1. ↑  ”Arc the Lad series” (på engelska). Mobygames. http://www.mobygames.com/game-group/arc-the-lad-series. Läst 9 maj 2015.
2. ↑  ”Arc the Lad Collection” (på engelska). Gamerankings. 12 mars 2002. http://www.gamerankings.com/ps/196617-arc-the-lad-collection/index.html. Läst 9 maj 2002.